# Grete Heger
Grete Heger (* 8. Juni 1916 in Wien; † 25. Dezember 2007 in Zürich) war eine österreichische Schauspielerin, die 60 Jahre am Zürcher Schauspielhaus auftrat.

## Leben
Sie war eine der letzten Überlebenden des legendären Zürcher Schauspielhaus-Ensembles; Ende 1935 emigrierte Grete Heger in die Schweiz und wurde Mitglied des Ensembles am Zürcher Schauspielhaus, in dem sie zusammen mit Persönlichkeiten wie Therese Giehse, Albert Bassermann, Ernst Ginsberg, Kurt Horwitz und Leopold Lindtberg auftrat.
Sie spielte auf der Pfauenbühne und verkörperte als kleine und zierliche Schauspielerin zahlreiche Buben- und Jungmädchenrollen. Eine ihrer wichtigsten Rollen war die Titelfigur in der Uraufführung von Else Lasker-Schülers Arthur Aronymus und seine Väter in der Regie von Leopold Lindtberg (1936).
Vor ihrer Emigration spielte sie in Wien am Kabarett „Der liebe Augustin“ bei Stella Kadmon, 1946 kehrte sie zurück und spielte am Wiener Volkstheater in Ferenc Molnárs Der gläserne Pantoffel die Dienstmagd Irma (Regie: Gustav Manker).
Ihre letzten Auftritte im Zürcher Schauspielhaus hatte die Schauspielerin in den 1990er-Jahren, beispielsweise in Georg Büchners Dantons Tod.

## Filmografie
- 1967: Kurzer Prozeß (Fernsehfilm)
- 1972: Galgentoni (Fernsehfilm)
- 1977: Der Tag, an dem der Papst gekidnappt wurde (Fernsehfilm)
- 1981: Das Flugjahr
- 1987: Tatort: Pension Tosca oder Die Sterne lügen nicht